# Люблин
Лю̀блин (на полски: Lublin, на идиш לובלין, на украински: Люблін; на литовски: Liublinas; на руски: Люблин) е най-големият град в Източна Полша и е столица на Люблинското войводство. Административен център е на Люблински окръг без да е част от него. Самият град е обособен в отделен окръг с площ 147,47 км2.

## География
Градът се намира в историческия регион Малополша.

## Население
Според данните за населението от 2012 година, в града живеят 348 567 души. Гъстотата е 2364 души/км2.

## История
Най-ранното постоянно поселение на територията на Люблин датира от Ранното средновековие, въпреки че археологическите разкопки показват наличието на едно дълго, по-ранно присъствие на разнообразни култури в района. За първи път местността е заселена през 6 век на хълма в днешната централна част на града Чвартек (Czwartek). Най-старите исторически документи, споменаващи Люблин, датират от 1198 г. 
В границите на Полското кралство Люблин е важен административен, търговски и културен център. През XVI и XVII в. градът преживява разцвет, в архитектурата се налага специфичен стил (т.нар. люблински ренесанс). На 1 юли 1569 г. на свикания в града общ сейм се подписва Люблинската уния, с която се създава обединената Полско-литовска държава (Жечпосполита). От средата на XVII в. започва упадък на града и обедняване на неговото население.
През дългата си история Люблин съществува както в пределите на Австрийската империя, Варшавското херцогство, така и под руско господство. През 1915 г. градът е завладян от германски и австро-унгарски войски, които слагат край на руската администрация. След разгрома на Централните сили през 1918 г. първото правителство на независима Полша се основава в Люблин. През 1939 г. градът отново е под немска окупация. Това, че градът е бил средище на еврейската култура, привлича още повече немски войски в района. Градският замък е превърнат в затвор на Гестапо, в историческия център е обособено гето, а близо до града се създава концентрационният лагер Майданек. През 1944 г. градът е освободен от съветската армия и за кратък период изпълнява функция на столица на Полша.
В периода на Полската народна република Люблин претърпява бурно развитие. Създадената през 1948 г. Фабрика за товарни автомобили произвежда марката "Жук" (1959–1998). До 1989 г. градът увеличава трикратно броя на жителите си спрямо 1939 г. От 8 до 24 юли 1980 г. вълна от протести и работнически стачки обхваща 91 предприятия в града (над 150 в региона). Известни като Люблинския юли 1980, тези протести предшестват стачките от август 1980 в Гданската корабостроителница и създаването на профсъюза "Солидарност".

## Икономика
Люблин е важен индустриален център, който разполага с химически заводи и машинни фабрики. През 2012 г. се създава международното Летище Люблин, обслужващо включително чартърни линии до Варна и Бургас.

## Образование
През XVI в. равинът Саломон Шахна създава талмудическа академия. По-късно в града се основава и йезуитски колеж (1582–1773). Първото висше училище в Люблин функционира в годините 1644–1686 като Студиум генерале (Studium Generale) с право да излъчва лектори и бакалаври по философия и теология.
Към 2021 г. в Люблин действат няколко държавни и частни висши учебни заведения, между които Люблинският католически университет „Йоан Павел II“ (KUL), Университет „Мария Кюри-Склодовска“ (UMCS), Медицински университет в Люблин (UM), Люблинска политехника (PL), Университет по природни науки (UP), Висше училище по икономика и иновации (WSEI), Висше училище по социални науки (WSNS).

## Спорт
Женският хандбален клуб МКС Люблин е национален шампион 22 пъти (последна титла в сезон 2019/2020) и 11 пъти носител на националната купа.
Мъжкият баскетболен отбор Старт Люблин е вицешампион на страната за 2020 г.
Градът е дом на футболния клуб Мотор (Люблин). От 2014 г. функционира футболният стадион "Арена Люблин" с 15 243 седящи места, на който се провеждат мачове от Младежкото европейско първенство по футбол (2017) и финалите за Купата на Полша по футбол (мъже) през 2020 и 2021 г.
Популярен спорт в Люблин е мотоциклетизмът на писта (спийдуей). Клуб Мотор Люблин се състезава в полската Екстралига от 2018 г.

## Личности
- Бернат от Люблин (ок. 1465 – ок. 1529), поет, преводач
- Себастиан Фабиан Клоновиц (1545–1602), поет и композитор
- Винценти Пол (1807–1872), поет, географ
- Хенрик Виенявски (1835–1888), цигулар, композитор
- Юзеф Чехович (1903–1939), авангарден поет
- Анна Каменска (1920–1986), поетеса, критик, преводачка (включ. на българска литература)
- Юлия Хартвиг (1921–2017), поетеса, прозаичка, преводач
- Лешек Мошински (1928–2006), езиковед
- Януш Левандовски, депутат от европарламента и бивш министър на приватизацията (р. 1951 г.)
- Марчин Шветлицки (р. 1961), поет, прозаик, журналист, вокалист

## Медии в Люблин

### Телевизии
- Телевизия Полска 1 (канал 9),
- Телевизия Полска 2 (канал 23),
- Полсат ТВ (канал 35),
- Телевизия Полска Инфо (канал 39),
- Телевизия Полска Люблин (канал 39),
- ТВН (канал 41),
- ТВ 4 (канал 57).

### Радио
Радиостанции базирани в Люблин:
- Радио eR – 87,9 FM,
- Радио Люблин (местна станция на Полското радио) – 89,9 FM / 102,2 FM,
- Радио Пулс (част от Злоте Пчебойе) – 95,6 FM,
- Радио Центрум (Университетско радио) – 98,2 FM,
- Радио Еска Люблин – 103,6 FM,

Национални и регионални радиа:
- RMF FM – 89,3 FM,
- Полско радио 1 – 90,8 FM,
- Полско радио 2 – 91,8 FM,
- Радио Мария – 97 FM,
- Полско радио БИС – 99 FM,
- Радио Келце (местна станция на Полското Радио) – 101,4 FM,
- Полско радио Тройка – 104,2 FM,
- Радио ВАВА (WAWA) – 106,1 FM,
- Радио Зет (Zet) – 107 FM.

### Вестници
- Куриер Любелски (Kurier Lubelski) (ежедневник, регионален партньор на националния вестник „Полски Таймс“ (Polska. The Times))
- Dziennik Wschodni (ежедневник)
- Газета Виборча (Gazeta Wyborcza) Люблинско издание (ежедневник, регионално допълнение към националния вестник Газета Виборча)
- Метро (ежедневник, безплатен)
- Наше Място Люблин (Nasze Miasto Lublin) (седмичник, безплатен)

## Международни отношения

### Консулства
- Генерално консулство на Украйна в Люблин (20 – 417 Lublin, ul. Kunickiego 24, tel. (0..81) 531 88 89)
- Консулство на Великобритания в Люблин (20 – 869 Lublin, ul. Beskidzka 9, tel. (0..81) 742 01 01)
- Почетно консулство на Германия (ul. Rynek 7, 20 – 111 Lublin tel. (0..81) 743 65 43)
- Почетно консулство на Бразилия (pl. Marii Curie-Skłodowskiej 4, tel. (0..81) 537 28 10)